# Casa al carrer Muralla de Sant Antoni, 117 (Valls)
La Casa al carrer Muralla de Sant Antoni, 117 és una obra neoclàssica de Valls (Alt Camp) protegida com a Bé Cultural d'Interès Local.

## Descripció
Edifici situat a la cantonera entre el carrer Muralla Sant Antoni, Miralcamp i Miralbosc. És un gran edifici, que se situa en dues cantonades d'una illeta. De l'edifici originari només es conserva la façana, que es divideix en quatre altures, planta baixa, entresòl i dos pisos. Presenta un estil neoclàssic, amb elements decoratius al voltant de les obertures. Les finestres del primer pis es troben emmarcades amb el perfil motllurat i amb el guardapols profusament decorat amb motius vegetals i típics neoclàssic com les oves. Les mènsules situades en la part inferior dels balcons també es troben decorades amb motius clàssics com volutes i fulles d'acant. Les volades de pedra dels balcons combinen perfils corbs i altres rectangulars. Destaca també tota la decoració metàl·lica de les baranes dels balcons.